# 日当山温泉

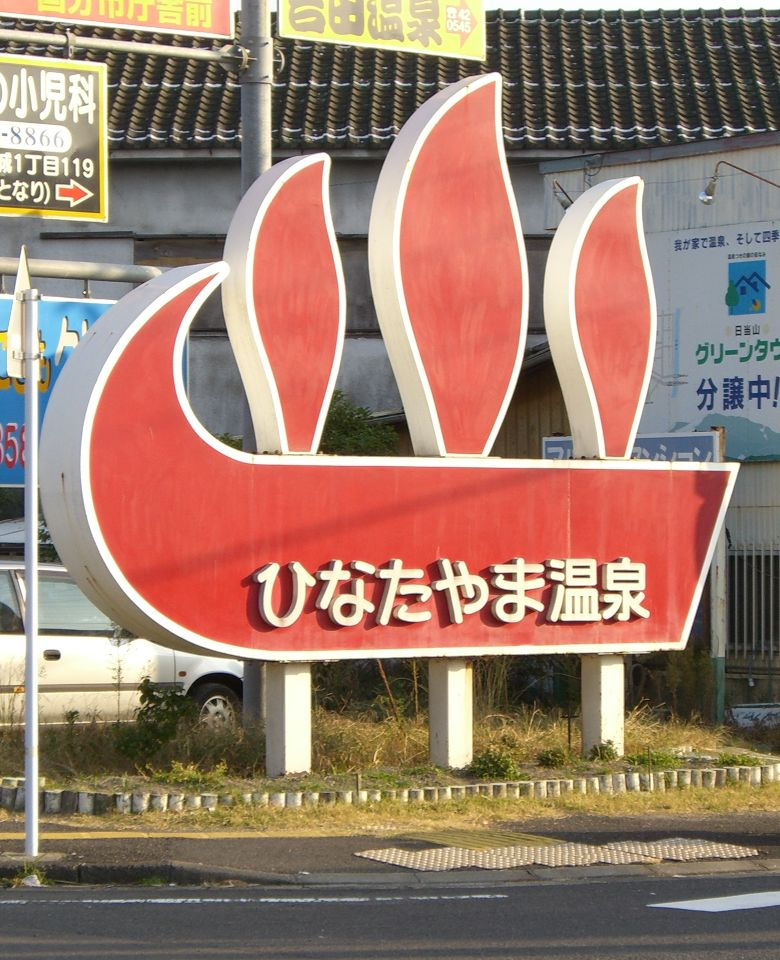
日当山温泉の看板

日当山温泉（ひなたやまおんせん）は、鹿児島県にある温泉群。

## 概要
鹿児島県霧島市の国分平野北西部から中部（旧大隅国）にかけて散在する温泉群の総称で、隼人温泉とも呼ばれる。狭義では隼人町東郷から隼人町内にかけての天降川と国道223号に挟まれた南北約500mの区域にある温泉街を指すが、広義では姫城温泉、国分温泉などの温泉群を含めることもある。鹿児島県内最古のいで湯で、西郷隆盛が頻繁に訪れた温泉として知られる。

## 狭義の日当山温泉
木房温泉（西郷どん湯）
1825年（文政8年）に発見された湧出温度42℃の炭酸水素塩泉。西郷隆盛が浸かったと言われている。
東郷温泉（しゅじゅどん温泉）
1885年（明治18年）、鶴丸八兵衛によって発見された湧出温度44℃の単純泉。しゅじゅどんとは、江戸時代初期に日当山の地頭を勤めた徳田大兵衛のことであり、地元住民の間に様々な逸話が伝えられている。

### 温泉街
古くから鹿児島の奥座敷として栄えた温泉で、昔ながらの共同浴場が多い。温泉街の南西部にヒルコ伝説にちなむ蛭児神社と西郷隆盛が宿泊していた宿を復元した「西郷どんの宿」がある。

### 歴史
歴史は非常に古く、神代にまで遡る。伝説によると、イザナギとイザナミの二神が足の立たない蛭子命をこの地に送り療養させたといわれる。古くから牛馬の世話や住民の足湯として利用されていたと伝えられているが、現実的な記録としては1825年（文政8年）以降のものしか残っていない。温泉水位が低いため地面を掘り下げた地下に湯壺を設置していたが、1899年（明治32年）に古河八郎左衛門が水車で揚げ湯する方法を導入してから利用しやすくなり、多くの湯治客を集めるようになった。1927年（昭和2年）8月11日に発生した天降川の洪水によって大きな被害を受けたが、翌年に復旧している。1967年（昭和42年）10月19日、厚生省告示第420号により、隼人・新川渓谷温泉郷の一部として国民保養温泉地に指定された。

### 交通アクセス
- 鉄道：日豊本線隼人駅下車、バス（下記路線）で10分。または肥薩線日当山駅下車、徒歩5分。
- バス：鹿児島中央駅・天文館よりバス（いわさきバスネットワーク隼人・日当山経由重久（国分営業所）ゆき）で約1時間20分、日当山下車。
- 道路：九州自動車道溝辺鹿児島空港ICより15分。
- 空路：鹿児島空港よりバスで15分。いわさきバスネットワーク京セラ国分ゆき・大隅交通ネットワーク垂水ゆき乗車、日当山小北・Aコープ姫城店前・隼人温泉病院前・姫城温泉のいずれかで下車。

## 広義の日当山温泉
広義の日当山温泉として以下の温泉を含むことがある。温泉は住宅地内に散在しており、温泉街としてのまとまりは持っていない。
清姫温泉
天降川を挟んで日当山温泉の北西部に位置する湧出温度47-58℃の単純泉。1293年（永仁元年）に発見されたことを示す石碑がある。現在利用されている泉源は1915年（大正4年）に掘削されたものである。
姫城温泉
天降川を挟んで日当山温泉の南西部に位置する温泉群。1934年（昭和9年）に開発され、当時は清水温泉と呼ばれていた。霧島市中心街に隣接する住宅地にあり駐車場付きの家族湯が多い。
国分温泉
霧島市国分地区（旧国分市）の市街地周辺に散在する温泉群。1950年代前半（昭和20年代後半）から国分駅の近くに「塩湯」と呼ばれる湧出温度36-38℃の食塩泉があり加温して利用されていたが1967年（昭和42年）に閉鎖された。本格的な開発は1955年（昭和30年）頃から行われ、深さ400-1000mの地下からくみ上げられている温泉もある。温度40-50℃の炭酸水素塩泉または単純泉であるが、海岸に近い場所では塩化物泉になる。